# Problema della trasformazione dei valori in prezzi di produzione
Nel dibattito economico, non ancora concluso, successivo alla pubblicazione de Il Capitale di Karl Marx, con la locuzione problema della trasformazione dei valori in prezzi di produzione si fa riferimento alle difficoltà che, secondo alcuni, sorgono nell'analisi marxiana nel passaggio dai valori ai prezzi di produzione delle merci, una volta abbandonata l'ipotesi di costanza della composizione organica del capitale tra settori.
Tale uguaglianza è, in realtà, il risultato della particolare analisi che Marx opera nel I Libro: quello di un'ipotetica società mercantile semplice con l'aggiunta di una classe di estorsori che, però, non sono in relazione tra loro come tali. Tale metodo di analisi - passaggio dall'astratto al concreto mediante lo sviluppo delle contraddizioni del primo - è tradizionale nella teoria marxiana; l'analisi della società mercantile semplice è l'analisi di un solo aspetto del capitalismo: i rapporti tra produttori generici di merci. Solo nel III Libro Marx, sviluppando le contraddizioni del modello precedente (saggi di profitto differenti), giunge all'introduzione del concetto di prezzo di produzione derivato da quello di valore.
L'ipotesi di composizione organica del capitale uniforme per tutte le sfere di produzione non modifica infatti la vendita delle merci ai loro valori, che risultano dalle quantità di lavoro socialmente necessario nelle diverse merci, e i prezzi di produzione, attorno a cui gravitano quelli di mercato sperimentati nelle economie capitalistiche e che sono il risultato della concorrenza esterna ed interna tra capitali, che portano all'uniformità del saggio di profitto tra settori e sono quindi tali da garantire una remunerazione proporzionale al capitale anticipato che è la medesima in tutti i possibili settori di impiego del capitale.
Ma nel modello capitalistico del III Libro tale ipotesi viene abbandonata e la questione dell'esistenza di un ponte che colleghi le categorie di valore e prezzo di produzione ha dato vita in letteratura al problema in oggetto.

## Il problema della trasformazione in Marx

### Dal Libro I al Libro III del Capitale
Nel Libro III del Capitale, Marx analizza il caso più complesso, quello in cui i capitali impiegati nei diversi rami produttivi interagiscono entrando in concorrenza tra di loro; nel modello economico, così, non vi sono solo relazioni da produttori di merci, ma anche tra capitalisti (prezzo di produzione), capitalisti ed operai (salario), imprenditori e banchieri (interesse e guadagno d'imprenditore), capitalisti e proprietari fondiari (rendita).
I soggetti economici percepiscono solo le categorie economiche a loro visibili (prezzi, profitti, salari, ecc.), ma per Marx il capitalismo, essendo una specie del genere di società mercantile, rimane soggetto alle determinanti reali di tale sistema (valori, plusvalori e quantità di lavoro necessario alla riproduzione della forza lavoro). Il capitolo del III Libro sulla trasformazione dei valori in prezzi di produzione tenta di costruire quel collegamento tra i due "mondi" perché le categorie economiche del capitalismo siano derivate da quelle dell'economia mercantile generale: la concorrenza tra capitali e il prezzo di produzione non possono, secondo Marx, dominare la legge del valore. Anzi, ne sono a loro volta dominati; inoltre è convinzione di Marx che il valore non possa essere creato nell'ambito della circolazione e che la competizione non possa dunque alterare il complessivo valore creato nell'ambito del processo produttivo, ma tutt'al più redistribuirlo, o, per dirla con le sue stesse parole, «le condizioni dell'immediato sfruttamento e quelle per la sua realizzazione non sono le stesse».

### Valori e prezzi di produzione
In questo nuovo contesto scopriamo dunque che i rapporti di scambio tra le merci, così come appaiono alla superficie, non sembrano ruotare attorno alle quantità di lavoro socialmente necessario alla loro produzione, essendo le merci scambiate non come "semplici merci" prodotto del lavoro di produttori indipendenti, ma come "prodotti del capitale". 
Ciò dà luogo a una complicazione teorica. Infatti, essendo il capitalismo un sistema guidato dal profitto ed essendo quindi tutti i capitali alla ricerca del massimo rendimento possibile in un determinato momento, ciò determina una tendenza all'eguaglianza del saggio generale del profitto sia all'interno dei singoli settori, per effetto della cosiddetta concorrenza interna (che Marx affronta con la Teoria del lavoro socialmente necessario), sia tra i diversi settori per effetto della cosiddetta concorrenza esterna (che Marx affronterà con la sua Teoria del prezzo di produzione).
Per Marx il saggio di profitto, r, è dato dal rapporto tra plusvalore, Pv, e capitale anticipato, costituito dalla somma di capitale costante, C, e capitale variabile, V, cioè il monte salari; in simboli:
{\displaystyle r={\frac {Pv}{C+V}}={\frac {\frac {Pv}{V}}{{\frac {C}{V}}+1}}} (1)
Marx definisce C/V composizione organica del capitale e Pv/V saggio di sfruttamento della manodopera.
Ora, in ciascun ramo produttivo (ad esempio quello della manifattura tessile), la tendenza all'uguaglianza del saggio di profitto può avvenire a seguito dell'adozione pressoché generalizzata delle tecniche di produzione più efficienti tra quelle disponibili, che portano all'uniformità delle composizioni organiche dei capitali impiegati. Considerati quindi di per sé i settori e astraendo dalla concorrenza fra capitali di altri settori, questa uniformità tendenziale della composizione organica garantirebbe la formazione di prezzi di vendita tendenti effettivamente al valore.
Al contrario se introduciamo nell'analisi la relazione e la concorrenza tra le diverse branche (ad esempio il tessile e il settore estrattivo, la manifattura e il business delle scommesse, ecc.), le tecniche di produzione non possono che essere differenti, e dunque diversi saranno i livelli di produttività e le composizioni organiche dei capitali. Ciononostante i saggi di profitto tenderanno ad uniformarsi a seguito della concorrenza esterna dei capitali. Tale uguaglianza tuttavia non può essere il risultato del livellamento delle composizioni organiche dei capitali anticipati, data la diversità delle tecniche di produzione di fatto impiegate.
Analizzando l'equazione precedente potrebbe ipotizzarsi un cambiamento nei saggi di sfruttamento settoriali (Pv/V) tali da compensare le diverse composizioni organiche (C/V). Tuttavia, osserva Marx, ciò non è possibile: in questo consiste la contraddizione del modello del I Libro, l'ipotesi di parassiti che estorgono plusvalore dagli operai della loro fabbrica ma che non sono in relazione di produzione tra loro.

Infatti, data la tendenza di ciascuna impresa, indipendentemente dalla composizione del capitale e dalla branca di appartenenza, all'applicazione del massimo sfruttamento possibile dei fattori di produzione nonché alla libertà (totale e illimitata, nel modello marxiano) di investimento e concorrenza, tale rapporto non può modificarsi nel senso supposto, cioè tale da garantire l'uniformità dei saggi di profitto delle diverse branche.
Ciononostante un saggio di profitto uguale tra i diversi settori deve esserci. Infatti, laddove si ipotizzassero rendimenti differenti per i capitali impiegati nei diversi settori, i capitalisti tenderebbero ad impiegare i loro capitali nei settori in cui vi fosse l'aspettativa di un più elevato rendimento, facendo così migrare i capitali dai rami produttivi meno redditizi verso quelli che assicurassero il maggior saggio del profitto. E tale movimento non si arresterebbe fino a quando vi fosse un differenziale nei saggi.
Tuttavia, nota Marx, tutto ciò è incompatibile con i rapporti di scambio proporzionali al lavoro contenuto. Infatti, mentre il plusvalore è proporzionale al capitale variabile (il rapporto tra i due essendo il saggio di sfruttamento (Pv/V), tendenzialmente uniforme tra i vari rami produttivi per quanto detto sopra), ciò che conta dal punto di vista dei capitalisti è il saggio del profitto, e in tale saggio l'utile realizzato è rapportato, non alla sola componente variabile del capitale (V), ma alla totalità del capitale investito (C + V). Esso è il fattore che attira o respinge i capitale verso una determinata branca produttiva.
Marx chiama dunque prezzi di produzione (PP) quei prezzi in grado di assicurare l'uguaglianza tra i saggi di profitto nei vari rami produttivi e osserva come, in un sistema capitalistico, i rapporti di scambio debbano necessariamente ruotare attorno a tali grandezze, e non ai valori, pur essendo da essi derivati.

### La trasformazione dei valori in prezzi di produzione
Marx illustra quindi quello che egli chiama il processo di trasformazione, il ponte che collega il concetto di valore a quello di prezzo di produzione.
Marx utilizza un metodo particolare per spiegare il concetto: in una tabella parte dai valori settoriali di C, V e Pv, sommandoli per ottenere l'aggregato di tali grandezze per l'intero sistema economico. Il saggio generale (o medio) di profitto viene poi determinato applicando la formula (1) a tali aggregati, al capitale sociale complessivo.
Una volta conosciuto il saggio generale di profitto, i prezzi di produzione di ciascun ramo produttivo per Marx possono essere determinati come segue:
{\displaystyle \ PP=c+v+r(c+v)=(c+v)(1+r)} (2)
ove r è il saggio medio di profitto del sistema economico, e PP, C e V sono rispettivamente i prezzi di produzione, il capitale costante e il capitale variabile del settore di riferimento.
Nella (1), sulla base dell'uniformità del tasso di sfruttamento della manodopera nei diversi settori, il plusvalore (Pv) è proporzionale alla forza lavoro impiegata e quindi al capitale variabile (V). Nella (2) il profitto, dato da r(C + V), è proporzionale all'intero capitale impiegato, in quanto corrisponde al prodotto tra il saggio medio del profitto e tale capitale. Quindi il valore (W) coinciderebbe con il prezzo di produzione (PP) solo nella particolare circostanza in cui le composizioni organiche del capitale nelle diverse industrie (i rapporti C/V) fossero identiche tra di loro. Poiché tale coincidenza non si verifica che per puro caso, in generale il valore differisce dal prezzo di produzione.
Tuttavia, secondo Marx, i prezzi di produzione sono solo una derivazione dei valori e non contraddicono in alcun modo la sua teoria del valore.
L'ultimo membro della (2) ci dice inoltre che i prezzi di produzione sono proporzionali al capitale impiegato, confermando il fatto che «le merci sono scambiate come prodotto del capitale» e determinando la percezione da parte degli agenti economici che il valore scaturisca dal capitale. Questo costituisce un approfondimento del solco tra l'essenza e l'apparenza dei fenomeni.
La concorrenza tra i capitali, cioè il movimento secondo cui i capitali migrano da un'industria all'altra alla ricerca del massimo profitto, modificando conseguentemente le quantità offerte delle singole merci, assicura che i prezzi di mercato gravitino attorno ai prezzi di produzione. Più precisamente, migrando i capitali verso i rami produttivi più redditizi, si determina:
- l'aumento delle merci offerte nelle industrie che hanno un saggio di profitto superiore a quello medio;
- la diminuzione di quelle offerte nei settori in cui il saggio particolare è inferiore a quello medio.

Tutto questo comporta, per la legge della domanda e dell'offerta, la diminuzione del prezzo delle prime e l'aumento di quello delle seconde. Tale movimento prosegue fino a quando i capitalisti riterranno vantaggioso spostare i loro capitali da un'industria all'altra, cioè fino a che riterranno non significative le differenze tra i saggi di profitto.
Il plusvalore prodotto in ciascun ramo d'industria dipende ancora, per Marx, dalla quantità di plusvalore ottenuto dallo sfruttamento dei lavoratori, ma la concorrenza interviene a modificare i rapporti di scambio. I prezzi di produzione che ne scaturiscono fanno sì che alcuni capitalisti realizzino un profitto inferiore al plusvalore prodotto, mentre altri uno superiore. Tuttavia il gioco è a somma zero: ciò che alcuni capitalisti guadagnano altri lo perdono.
Un esempio numerico può aiutare a capire come ciò può verificarsi. Supponiamo che il valore rappresentato da 10 euro sia pari ad un'ora di lavoro e che, nel ramo produttivo della panificazione, ciascuna impresa, per realizzare 1.000 kg di pane, impieghi un capitale costante (farina) avente valore di 1.000 euro e 10 lavoratori, ciascuno dei quali lavora ben 10 ore. 5 di esse sono necessarie per riprodurre l'equivalente del proprio salario (pari quindi a 50 euro) e 5 ore sono di plusvalore. In tal caso:
- il valore del prodotto, la somma di capitale costante, capitale variabile e plusvalore (W = C + V + Pv), sarà pari a: 1.000 + 500 + 500 = 2.000 euro;
- il valore unitario (al Kg) del prodotto sarà: 2.000/1.000 = 2 euro;
- il valore del capitale complessivamente impiegato dall'impresa (K = C + V) pari a: 1000 + 500 = 1.500 euro;
- il plusvalore (Pv) uguale a 500 euro;
- il saggio del profitto (r) pari a: 500/1.500 x 100 = 33.33%.

Supponiamo ora che nel comparto della telefonia cellulare, ciascuna impresa, per produrre 20 cellulari, impieghi un capitale costante del valore di 1.250 euro e solamente 5 lavoratori, anch'essi impegnati ciascuno 5 ore per il proprio salario e 5 per produrre plusvalore. In questo secondo caso:
- il valore del prodotto (W) sarà pari a: 1.250 + 250 +250 = 1.750 euro;
- il valore di un cellulare pari a: 1.750/20 = 87,5 euro;
- il valore del capitale impiegato (K) uguale a: 1250 + 250 = 1.500 euro;
- il plusvalore (Pv) uguale a: 250 euro.
- il saggio di profitto (r) pari a: 250/1.500 x 100 = 16,67%.

Anche esaminando la cosa in cifre assolute, emerge che due capitali di identica grandezza (1.500 euro) avrebbero: il primo un profitto di 500 euro, e l'altro di 250 euro. 
È evidente che alcuni capitalisti del settore della telefonia cercherebbero di trasferire il proprio capitale verso la più redditizia industria della panificazione. Si verrebbe così a determinare una maggiore offerta di pane e una minore offerta di telefonini. Ne conseguirebbe la diminuzione del prezzo del pane, e quindi la riduzione del saggio di profitto in quel settore, e l'aumento del prezzo dei cellulari, con il conseguente aumento del corrispondente saggio di profitto. Il fenomeno continuerebbe fino a quando non venisse meno l'interesse a cambiare settore, cioè fino a quando i prezzi non raggiungono un livello tale da rendere trascurabile la differenza di redditività. 
Ipotizziamo ora che, dopo le migrazioni dei capitali alla ricerca del maggior profitto, il settore della panificazione risulti composto da 100 imprese, per un capitale complessivo di 150.000 euro ed un plusvalore complessivo di 50.000, e quello dei cellulari sia composta da 80 imprese, per un capitale complessivo di 120.000 e un plusvalore di 20.000. Il plusvalore complessivo di questo semplificato sistema economico ammonterebbe a 50.000 + 20.000 = 70.000 e il capitale complessivamente impiegato a 150.000 + 120.000 = 270.000. Il saggio del profitto generale sarebbe dato da 70.000/270.000 * 100, pari a circa il 25,9%.
Il prospetto che segue riproduce la suddetta situazione:
|                                               | Pane       | Cellulari | Totali  |
| --------------------------------------------- | ---------- | --------- | ------- |
| Quantità prodotta (Q)                         | 100.000 kg | 1.600     |         |
| Capitale costante (C)                         | 100.000    | 100.000   | 200.000 |
| Capitale variabile (V)                        | 50.000     | 20.000    | 70.000  |
| Plusvalore (Pv)                               | 50.000     | 20.000    | 70.000  |
| Capitale complessivo (K = C + V)              | 150.000    | 120.000   | 270.000 |
| Valore della produzione (W = C + V + Pv)      | 200.000    | 140.000   | 340.000 |
| Valore unitario (W/Q)                         | 2          | 87,5      |         |
| Saggi di profitto settoriali (Pv/(C+V))       | 33.33%     | 16.67%    |         |
| Saggio di profitto generale (r)               |            |           | 25.93%  |
| Profitti complessivi (Π = K x r / 100)        | 38.889     | 31.111    | 70.000  |
| Prezzi di produzione complessivi (PP = K + Π) | 188.889    | 151.111   | 340.000 |
| Differenza fra valori e prezzi (W - PP)       | 11.111     | -11.111   | 0       |
| Prezzi di produzione unitari (pp = PP/Q)      | 1,89       | 94,44     |         |

Nelle prime nove righe, sono riportati i dati descritti in precedenza. La nona riga in particolare ripete i due difformi saggi di profitto settoriali. Nella riga successiva è riportato il saggio medio di profitto (25,93%), 
dato dal rapporto tra il plusvalore totale (70.000) e il capitale totale (270.000). È poi indicato, per ciascuna branca, l'ammontare dei profitti, determinati applicando il saggio generale ai capitali settoriali impiegati. La somma dei profitti settoriali totali è uguale al plusvalore totale, e ciascun prezzo di produzione è dato dalla somma di capitale costante, capitale variabile e profitto settoriali. I singoli profitti si discostano dai singoli plusvalori per effetto della tendenza all'uguaglianza dei saggi di profitti settoriali. I prezzi di produzione si discostano dai valori per lo stesso importo. Così, ad esempio, la differenza tra plusvalore e profitto nel comparto dei cellulari è data da 50.000 - 38.889 = 11.111, e ugualmente la differenza tra valore e prezzo di produzione nello stesso settore risulta pari a: 200.000 - 188.889 = 11.111.
Tuttavia, ciò che guadagnano alcuni capitalisti, in questo caso quelli del comparto dei telefonini, lo perdono gli altri, i panificatori nel nostro caso. Che il gioco sia a somma zero lo si può chiaramente vedere dal totale della differenza fra valori e prezzi di produzione (penultima riga).
Da questo segue dunque che, per Marx, se in un settore si parte da un saggio del profitto significativamente superiore a quello medio, per effetto della concorrenza i prezzi si muoveranno in senso tale che prima o poi non si riuscirà a realizzare tutto il plusvalore prodotto. Viceversa, in altri settori, quelli in cui il saggio di profitto settoriale iniziale sia minore di quello generale, l'effetto della concorrenza esterna tra capitali permetterà di realizzare profitti maggiori del plusvalore prodotto. Così il mercato, pur fissando prezzi che gravitano attorno ai prezzi di produzione invece che ai valori, non crea né distrugge valore, che per Marx può avere origine solo dalla produzione, ma si limita a ripartirlo in modo differente tra i capitalisti.
In questa sede Marx, seguendo in questo il pensiero di David Ricardo, e di quello dell'economia politica classica in generale, presuppone che:
- all'interno dei singoli settori produttivi i capitalisti adottino sempre la tecnica produttiva migliore (efficiente dal punto di vista tecnico-finanziario) tra quelle a loro disponibili;
- non vi siano limiti alla possibilità d'impiego utilmente dei capitali a propria disposizione in un determinato settore piuttosto che in un altro, né vi siano vincoli, almeno a lungo termine, alla possibilità di ritirare i propri capitali da un settore in cui erano precedentemente impiegati;
- i capitalisti siano costantemente in grado di valutare esattamente la convenienza di tali impieghi;

Nel fare questo, Marx assume alcuni paradigmi fondamentali dell'economia liberale classica in materia di libera concorrenza; in particolare ipotizza:
- la razionalità strumentale dei soggetti economici, assume cioè che siano in grado di valutare i propri interessi e che siano in possesso delle informazioni necessarie a compiere le loro scelte d'investimento;
- l'inesistenza di ostacoli a:
  - l'utilizzo delle tecniche migliori;
  - l'ingresso di capitali nei settori più redditizi e la dismissione da quelli meno redditizi.

In questa fase, quindi, Marx astrae da alcune situazioni concrete, quali posizioni di rendita differenziate, monopoli, rapporti di forza tra i capitali dei diversi paesi, legislazioni protezionistiche, brevetti ecc., la trattazione di tali complicazioni, sebbene prevista nel progetto originario del Capitale, sia presente solo in forma embrionale. C'è comunque da dire che tutti questi fenomeni sono da considerare, nell'ambito della metodologia marxiana, come solo di breve periodo poiché, a lungo andare, le leggi profonde dell'economia capitalistica tendono a livellare i profitti da monopolio, a generalizzare le tecniche brevettate, ecc.

## Le condizioni di validità della trasformazione
L'utilità e la validità della teoria del valore esposta nel Libro I del Capitale può essere confermata solo se si dimostra che esiste un nesso tra i due sistemi di determinazione dei rapporti sociali di produzione e che il secondo, quello del Libro III, è determinato dal primo. 
Questa è anche la risposta di Marx. Egli sostiene che viene assegnato a ciascun capitale, sulla base del saggio medio del profitto della società, una quantità di profitto proporzionale alla rispettiva grandezza, cioè un profitto dato dal saggio generale uniforme di profitto moltiplicato per il valore (in termini di prezzi di produzione, non di valore-lavoro) del singolo capitale. Considerando che la massa dei profitti della società è determinata dal plusvalore complessivo, ciò che avviene è semplicemente una sorta di riparto del plusvalore sociale tra i singoli capitalisti, un po' come in una società per azioni i vari azionisti percepiscono dividendi in proporzione al capitale sottoscritto.
"Mentre la parte del prezzo delle merci che sostituisce il valore del capitale impiegato deve ricostituire questi valori capitale consumati", ed è quindi "interamente determinata dalla spesa fatta entro le rispettive sfere di produzione" per acquisire le componenti del capitale costante e di quello variabile, "l'altro elemento del prezzo delle merci, cioè il profitto aggiunto a questo prezzo di costo, non dipende dalla massa del profitto prodotto da questo determinato capitale in questa determinata sfera di produzione [...], ma dalla massa dei profitti che toccano in media [...] a ogni capitale impiegato, considerato come un'aliquota del capitale complessivo sociale" (Marx, Il Capitale, Libro III, Ed Riuniti 1989, p. 199).
La cosa, secondo coloro che vedono un passaggio "reale" tra i valori e i prezzi di produzione, può mantenere una sua coerenza, a condizione che il saggio del profitto calcolato in termini di valore prima della trasformazione corrisponda a quello risultante ex post. Tale identità può essere assicurata, tenendo conto che il saggio del profitto è uguale al rapporto tra i profitti e il capitale complessivo impiegato, laddove vengano conservate le seguenti eguaglianze:
- uguaglianza del plusvalore sociale (o totale) con il profitto sociale (o totale);

- uguaglianza tra il valore del capitale sociale impiegato prima e dopo la "trasformazione";

Le due uguaglianze, considerato che il prodotto sociale è dato dalla somma tra il capitale impiegato e il plusvalore, ne implicano una terza:
- uguaglianza del valore del prodotto sociale lordo prima e dopo la trasformazione. (Ritornando al precedente esempio, nella tabella si può osservare che la somma dei valori è pari a 340.000, uguale alla somma dei prezzi di produzione.)

Sulla circostanza che siano assicurate queste tre eguaglianze, e più in generale sulla coerenza tra il Marx del Libro I del Capitale e quello del Libro III, sono stati riversati fiumi di inchiostro. Prima di riferire del dibattito su tale argomento vale la pena di riportare un'altra avvertenza di Marx. Egli nota infatti che anche il prezzo di produzione delle merci che compongono il capitale anticipato, cioè il costo effettivo sostenuto dai capitalisti per acquistare i mezzi di produzione e la forza lavoro (C + V), che chiama prezzo di costo, può differire dal loro valore inteso come lavoro contenuto (In questa sede si trascura la presenza del capitale fisso che, per Marx, entra nel prezzo di costo solo per la sua quota di ammortamento) poiché, nel capitalismo, anch'esso è determinato dal prezzo di produzione:
"È necessario tenere presente questo nuovo significato del prezzo di costo e ricordare quindi che un errore è sempre possibile quando, in una determinata sfera di produzione, il prezzo di costo della merce viene identificato con il valore dei mezzi di produzione in essa consumati" (K. Marx, Il Capitale, Libro III, Ed. Riuniti, 1989, p. 206, corsivo nostro).
Secondo la posizione comune di quasi tutti i critici di Marx, se il costo effettivo delle singole merci che compongono il capitale differisce dal loro valore, anche il saggio generale del profitto calcolato secondo il lavoro contenuto potrebbe differire da quello calcolato secondo i prezzi. Errore, questo, di cui lo stesso Marx avrebbe manifestato consapevolezza e che potrebbe, dunque, comportare conseguenze irreparabili per tutto il suo impianto teorico. Molti critici, infatti, ritengono che vi sia una grave e innegabile contraddizione logica tra il Marx del Libro I ed il Marx del Libro III, a testimonianza questo, secondo il loro parere, dell'inconsistenza interna della sua teoria del valore, a causa della quale è scaturito un acceso ed impervio dibattito, lungo ormai più di un secolo, ed ancora lungi dall'essere risolto, tra marxisti, critici ed interpreti del pensiero economico del celebre filosofo ed economista di Treviri.

## L'inconsistenza del problema stesso della trasformazione secondo Isaak Rubin
L'economista sovietico Isaak Il'ijč Rubin (1886-1937), generalmente considerato tra i maggiori economisti di scuola marxista del suo tempo ed un luminare sulla teoria marxiana del valore, criticò esplicitamente le obiezioni mosse dagli esponentei della scuola marginalista, ed indirettamente tutti coloro che, nel passaggio tra i valori ed i prezzi di produzione, vi vedevano un fenomeno che avviene nella realtà, anziché un semplice passaggio logico di un'analisi che mira a spiegare un passaggio storico. L'organicità e lo spessore del lavoro di Rubin ne fanno una pietra miliare della teoria del valore marxiana e, a sua volta, un punto decisivo sul problema della trasformazione.
Rubin mette in risalto la metodologia marxiana del passaggio dall'astratto al concreto: Marx avrebbe cominciato la sua analisi del capitalismo con lo studio di un'ipotetica società mercantile di produttori indipendenti, introducendovi poi una classe di "parassiti", per poi porre infine il tutto in relazione, formulando così un modello teorico più vicino a quello reale del capitalismo.
I critici di Marx, secondo il parere di Rubin, avrebbero dunque una concezione feticistica del valore, come di un qualcosa materialmente esistente, anziché di un costrutto sociale. Rubin spiega come il valore, nei modelli esplicati nel Libro I, sia nient'altro che il regolatore della distribuzione sociale del lavoro, l'unico strumento a disposizione dei produttori indipendenti in relazione tra loro per realizzare il lavoro sociale complessivo, in totale aderenza alla teoria marxiana del feticismo della merce. Siccome il produttore (non capitalista, non sfruttatore) investe nella produzione lavoro, egli è interessato che il suo lavoro sia remunerato almeno come quello di chiunque altro (eccezion fatta per lavori che richiedono particolari qualificazioni, intensità, abilità: essi sono appunti forme di lavoro qualificato che, infatti, producono maggior valore): per questo motivo si crea concorrenza tra produttori che finisce per affibbiare ai prodotti un prezzo uguale per uguale quantità di lavoro astratto socialmente necessario per la sua produzione. A questo valore gravitano tutti i prezzi di mercato quotidiani poiché, variazioni della produttività del lavoro, comportano variazioni di guadagno ed una nuova redistribuzione del lavoro sociale complessivo. Per Rubin, quindi, la "catena" logica del modello di società mercantile semplice illustrata da Marx è la seguente: produttività del lavoro - lavoro astratto - valore - distribuzione del lavoro.
Marx poi introdurrebbe, nel medesimo schema del Libro I, la variabile "capitalisti", intesi come parassiti estorsori di quanto più denaro possibile da quelli che sono diventati invece semplici "operai". Quest'introduzione servirebbe dunque a Marx esclusivamente per introdurre i concetti di plusvalore, valore della forza lavoro, saggio del plusvalore, ma in realtà non identificabile con un effettivo stato di cose riscontrabile nella realtà. Egli si serve di questo modello per introdurre la figura del capitalista a livello di singola azienda: se prima l'artigiano-produttore si intascava l'intero ricavato, ora l'operaio-produttore si deve accontentare di quanto basta per la riproduzione, e accettare così di essere espropriato della restante parte del prodotto.
Marx sviluppa le conseguenze di questo modello e mostra l'impossibilità di uguali composizioni organiche in tutti i settori: il valore come legge regolatrice della distribuzione del lavoro sociale si dev'essere trasformata in un'altra forma. Rispecchiando la diversa natura della produzione (non si investe più lavoro ma capitale, cioè lavoro altrui), ciò che regola il lavoro sociale è il saggio del profitto e alle merci non viene appioppato un valore-lavoro regolatore, ma un prezzo di produzione.
Tuttavia, Rubin dimostra nel suo libro che i fattori di questo prezzo di produzione sono comunque a loro volta dominati dalla legge del valore: variazioni nel prezzo di costo sono imputabili esclusivamente a variazioni della produttività del lavoro, così come variazioni del saggio medio del profitto (variazione della produttività dei mezzi di sussistenza, che comporta un diverso saggio del plusvalore; variazioni della produttività del lavoro dei mezzi di produzione e conseguente diversità della composizione organica). Ad ogni modo, il prezzo di produzione è dominato dal valore, è il valore in forma più complessa, dove i produttori non sono più semplici lavoratori ma capitalisti.
Per Rubin, tutto il problema nasce dall'incomprensione delle tabelle esplicative illustrate nel Libro III: lì Marx utilizzerebbe i saggi di profitto settoriali non come saggi di profitto reali (poi in qualche modo da trasformare) ma come semplici indici della composizione organica dei capitali e della conseguente distribuzione sociale del lavoro. Le singole composizioni organiche e le dimensioni dei capitali determinerebbero certo la massa complessiva del plusvalore, ma la ripartizione avverrebbe secondo la legge del profitto uniforme. Così il capitalista di un settore a più bassa composizione organica si ritrova a guadagnare meno rispetto ai capitalisti più innovativi, sebbene "in teoria" (quella della società mercantile semplice) egli ruberebbe ai propri operai una quantità maggiore di valore in quanto la parte del ricavo che sarebbe costretto a spendere senza possibilità di rubarne una parte di valore (cioè il capitale per i mezzi di produzione) è inferiore.